# Amblyopone oregonensis
Amblyopone oregonensis är en myrart som först beskrevs av Wheeler 1915.  Amblyopone oregonensis ingår i släktet Amblyopone och familjen myror. Inga underarter finns listade i Catalogue of Life.

## Bildgalleri

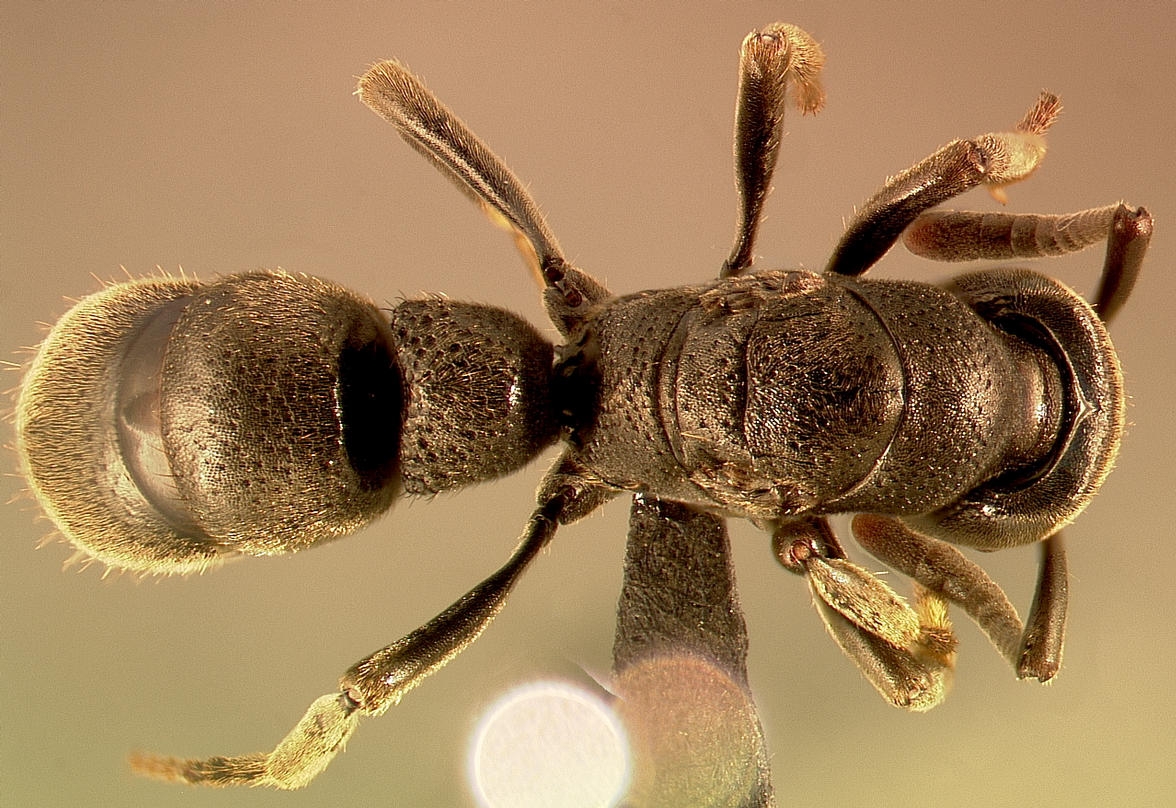
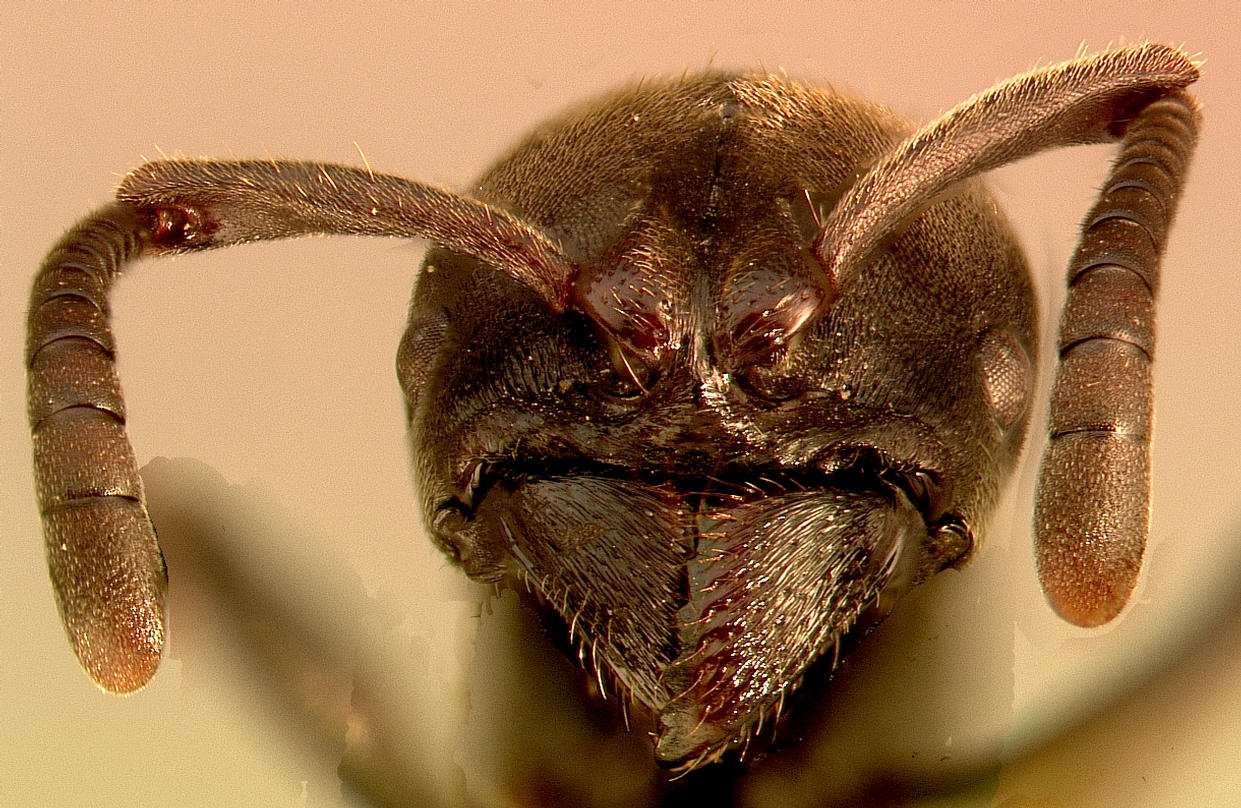
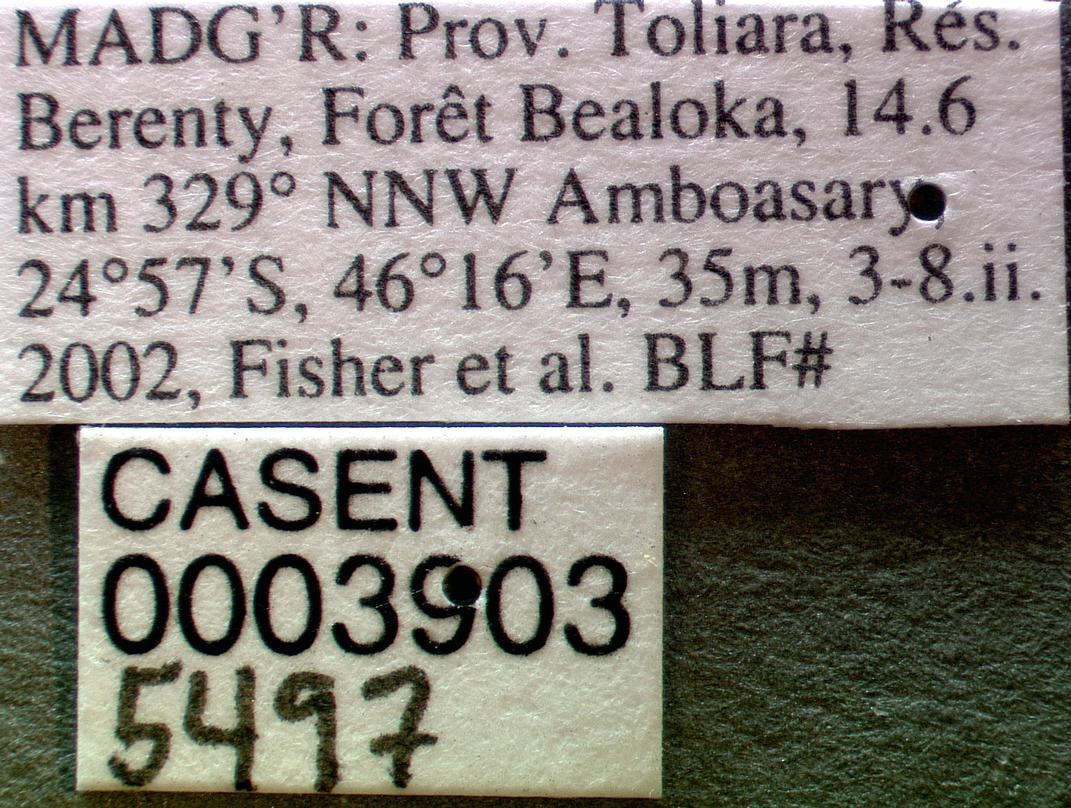
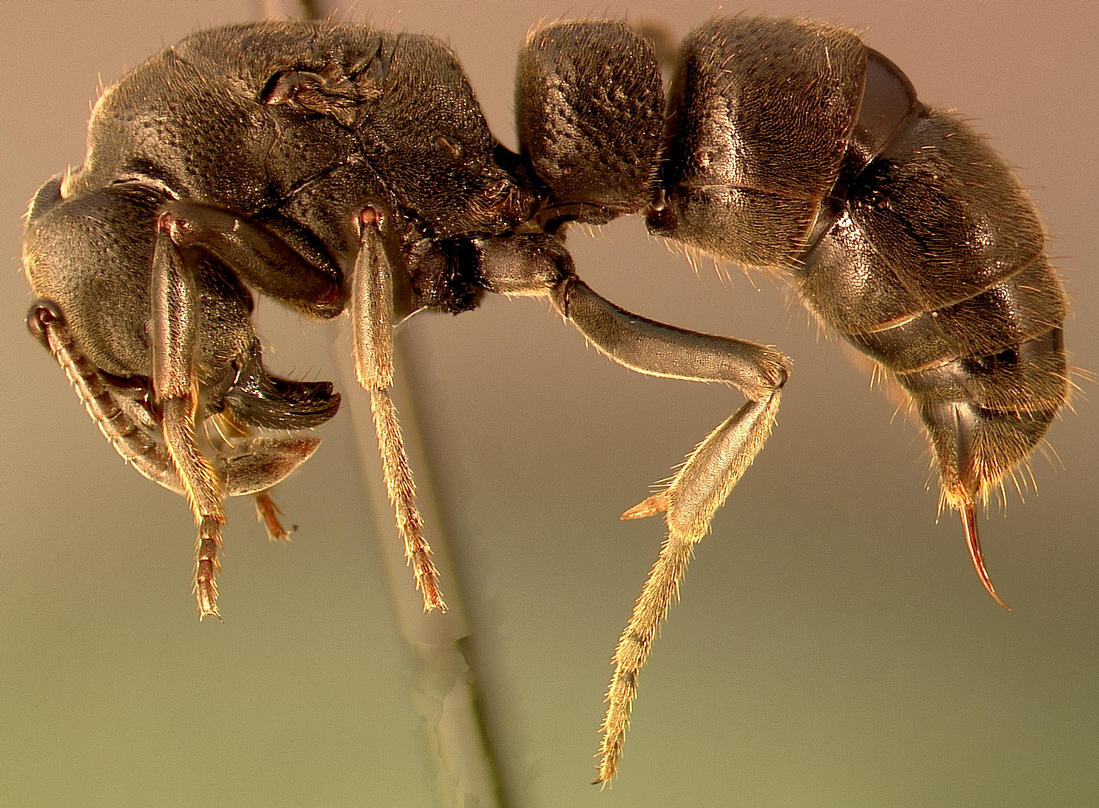
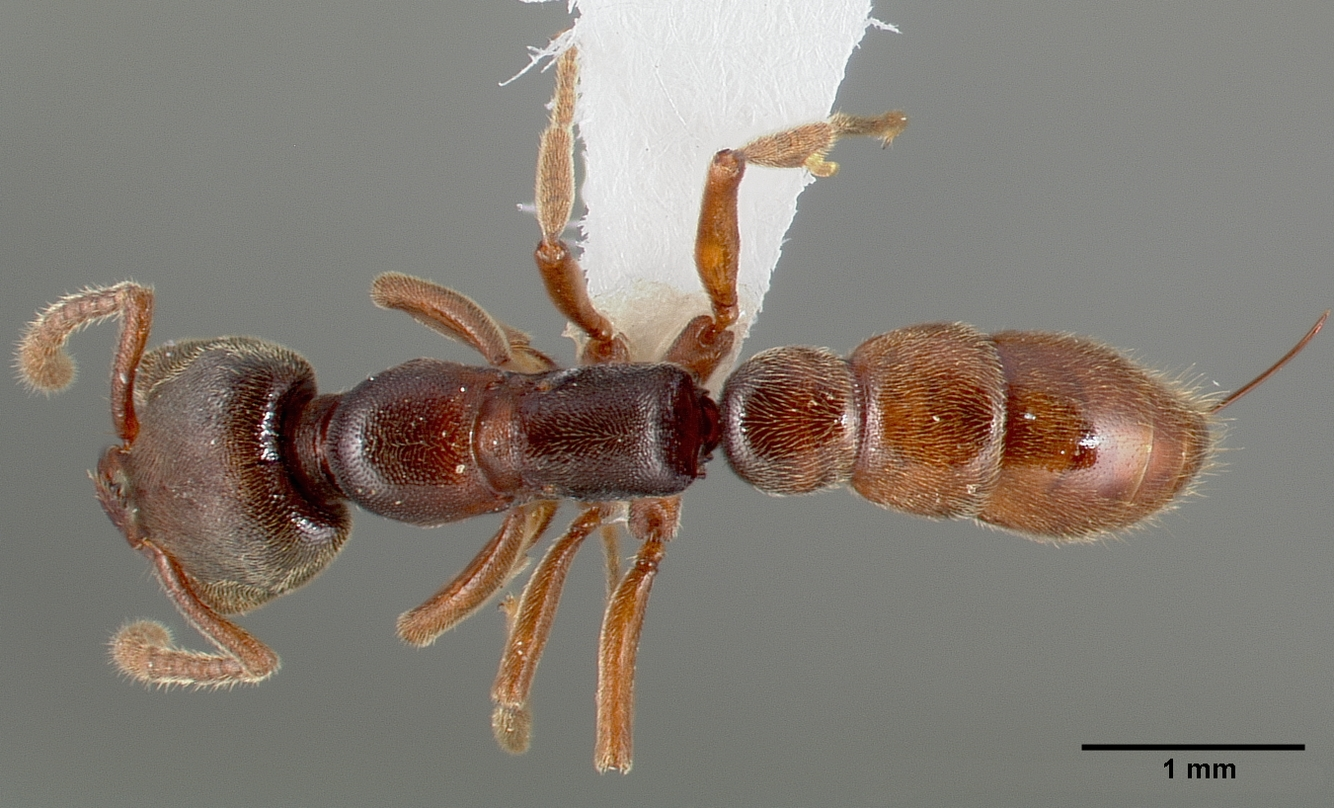
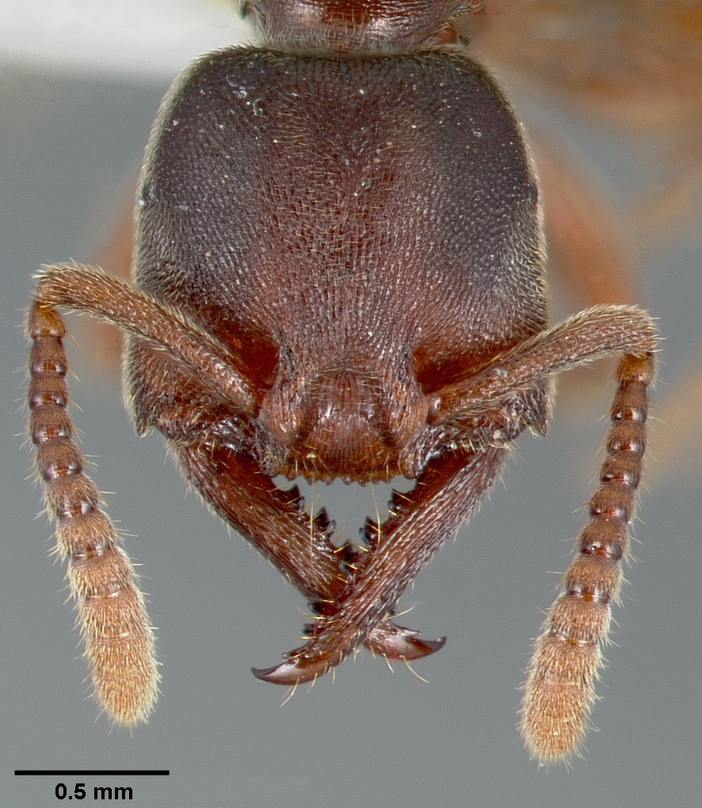